# Алоті
Алоті (груз. ალოტი) — село в Грузії.
За даними перепису населення 2014 року в селі проживає 75 осіб.